# Пералес, Хосе Луис
Хосе́ Луи́с Пера́лес (исп. José Luis Perales [ˌxose ˈlwis peˈrales]; род. 18 января 1945) — испанский певец (автор-исполнитель) и композитор.
Является одним из самых плодовитых певцов и композиторов в истории испанской музыкальной индустрии. В реестре Генерального общества авторов Испании зарегистрированы более 500 его песен. Одна из самых известных из них — «Porque te vas», которую впервые исполнила в 1974 году Жанетт. После успеха этой песни (к концу 1975 года продавшейся по всёму миру в количестве более 4 миллионов экземпляров) известный испанский продюсер Рафаэль Трабуччелли убедил Пералеса запеть, и уже в 1974 году он получил свой первый золотой диск (в Аргентине за песню «Celos de mi guitarra»).

## Дискография
См. также «Anexo:Discografía de José Luis Perales» в Википедии на испанском языке.

### Студийные альбомы

#### Hispavox
- 1973 — Mis canciones
- 1974 — El Pregón
- 1975 — Para vosotros canto
- 1976 — Por si quieres conocerme
- 1977 — Si...
- 1978
— Como la lluvia fresca
— Soledades (издан только в Америке)

#### Polydor
- 1978 — Jose Luis Perales (на немецком языке)

#### Hispavox
- 1979 — Tiempo de otoño (в Аргентине издан под названием Tiempo de amor)
- 1981
— Nido de águilas
— Queria dizer
- 1982 — Entre el agua y el fuego
- 1984 — Amaneciendo en ti

#### Sony Music
CBS Records
- 1986 — Con el paso del tiempo

Epic Records
- 1986 — Com o passar do tempo

CBS Records
- 1987 — Sueño de libertad
- 1989
— La espera
— A espera
- 1990 — A mis amigos

Columbia Records
- 1991 — América

CBS Records
- 1993 — Gente maravillosa
- 1996 — En clave de amor

Columbia Records
- 1998 — Quédate conmigo
- 2000 — Me han contado que existe un paraíso
- 2006 — Navegando por ti

#### Universal Music Group
Universal Music Spain
- 2012 — Calle soledad